# Maxime Deschamps
Maxime Deschamps (Vaudreuil-Dorion, 20 dicembre 1991) è un pattinatore artistico su ghiaccio canadese. Con la sua partner Deanna Stellato-Dudek ha vinto il Campionato dei Quattro continenti nel 2024. L'anno prima la coppia aveva vinto il bronzo. I pattinatori hanno anche vinto il bronzo alla finale del Grand Prix nel 2023.

## Palmarès
GP: Grand Prix; CS: Challenger Series; JGP: Junior Grand Prix

### Con Stellato-Dudek
| Internazionali | Internazionali | Internazionali | Internazionali | Internazionali | Internazionali | Internazionali |
| Evento | 2019–20        | 2020–21        | 2021–22        | 2022–23        | 2023–24        | 2024-25        |
| --- | -------------- | -------------- | -------------- | -------------- | -------------- | -------------- |
| Campionati mondiali |                |                |                | 4°             | 1°             | 5°             |
| Campionati dei Quattro continenti |                |                | 4°             | 3°             | 1°             | 2°             |
| GP Finale |                |                |                | 4°             | 3°             | R              |
| GP Cup of China |                |                |                |                | 1°             |                |
| GP della Finlandia |                |                |                |                |                | 1°             |
| GP Trophée Eric Bompard |                |                |                | 1°             |                |                |
| GP Skate America |                |                |                | 2°             |                |                |
| GP Skate Canada |                |                |                |                | 1°             | 1°             |
| CS Autumn Classic International |                |                | 4°             |                | 1°             |                |
| CS Nebelhorn Trophy |                |                |                | 1°             |                | 2°             |
| CS Warsaw Cup |                |                | 6°             |                |                |                |
| Nazionali |                |                |                |                |                |                |
| Campionati canadesi | 6°             | C              | 3°             | 1°             | 1°             | 1°             |
| Skate Canada Challenge | 3°             | 3°             | 1°             |                |                |                |
| Quebec Sectionals | 1°             | 1°             |                |                |                |                |
| Eventi a squadre |                |                |                |                |                |                |
| World Team Trophy |                |                |                | 6° S 4° P      |                | 5° S 4° P      |
| R = Ritirati; C = Evento cancellato S = Risultato della squadra; P = Risultato personale. Medaglie assegnate solo per il risultato della squadra. |                |                |                |                |                |                |

### Con Sydney Kolodziej
| Internazionali                    | Internazionali | Internazionali |
| Evento                            | 2016–17        | 2017–18        |
| --------------------------------- | -------------- | -------------- |
| Campionati dei Quattro continenti |                | 9°             |
| GP Skate Canada                   |                | 8°             |
| CS U.S. Classic                   |                | 7°             |
| Nazionali                         |                |                |
| Campionati canadesi               | 6°             | 7°             |
| Skate Canada Challenge            |                | 3°             |
| Sectional Québec                  | 1°             |                |

### Con Vanessa Grenier
| Internazionali                    | Internazionali | Internazionali | Internazionali |
| Evento                            | 2013–14        | 2014–15        | 2015–16        |
| --------------------------------- | -------------- | -------------- | -------------- |
| Campionati dei Quattro continenti |                |                | 8°             |
| GP Cup of China                   |                |                | 8°             |
| GP Skate America                  |                | 6°             |                |
| GP Skate Canada                   |                |                | 7°             |
| CS Autumn Classic International   |                | 5°             |                |
| CS Nebelhorn Trophy               |                | 5°             |                |
| CS U.S. Classic                   |                |                | 4°             |
| Nazionali                         |                |                |                |
| Campionati canadesi               | 1° J           | 5°             | 5°             |
| J = Junior                        |                |                |                |